# 匙叶风毛菊
匙叶风毛菊（学名：Saussurea cochlearifolia）为菊科风毛菊属的植物，为中国的特有植物。分布在中国大陆的西藏等地，多生在冰碛丘陵或草甸，目前尚未由人工引种栽培。